# 余家相
余家相（?—?），廣東省廣州府新寧縣人，清朝政治人物、進士出身。
光緒三年（1877年），参加丁丑科殿試，登進士二甲第58名。同年五月，分部學習。